# گریگور آوالیان
گریگور سروژی آوالیان (ارمنی: Գրիգոր Սերոժի Ավալյան؛ زادهٔ ۱ سپتامبر ۱۹۵۸) یک سیاستمدار اهل ارمنستان است که از تاریخ ۲۰۱۷ تا تاریخ ۲۰۱۸ سمت نمایندگی دوره ششم مجلس ملی جمهوری ارمنستان را برعهده داشت.

## زندگی‌نامه
در ۱ سپتامبر ۱۹۵۸ در موسس به دنیا آمد .